# Дереволаз-міцнодзьоб біловусий
Дереволаз-міцнодзьоб біловусий (Xiphocolaptes falcirostris) — вид горобцеподібних птахів родини горнерових (Furnariidae). Ендемік Бразилії.

## Опис
Довжина птаха становить 29 см. Забарвлення переважно рудувато-коричневе, спина яскрава. нижня частина тіла має охристий відтінок, боки і живіт легко поцятковані охристими смужками. Тім'я тьмяне, рудувато-коричневе, легко поцятковане світлими смужками. Над очима довгі світлі "брови". під очима світлі смуги. Дзьоб довгий, міцний, темний. У представників підвиду X. f. franciscanus нижня частина тіла дещо тьмяніша, тім'я менш поцятковане смужками.

## Підвиди
Виділяють два підвиди:
- X. f. falcirostris (Spix, 1824) — північно-східна Бразилія (локально від східного Мараньяну, Піауї і Сеари на сход до західної Параїби і центрального Пернамбуку, на південь до північно-західної Баїї);
- X. f. franciscanus Snethlage, E, 1927 — східна Бразилія (на захід від річки Сан-Франсиску, на заході Баїї, півночі і північному сході Мінас-Жерайсу).

## Поширення і екологія
Біловусі дереволази-міцнодзьоби живуть в сухих тропічних лісах, рідколіссях і саванах каатинги, зустрічаються на висоті до 800 м над рівнем моря. Живляться личинками комах, мурахами, равликами і жуками.

## Збереження
МСОП класифікує цей вид як вразливий. За оцінками дослідників, популяція біловусих дереволазів-міцнодзьобів становить від 3500 до 15000 птахів. Їм загрожує знищення природного середовища.